# Parafia św. Jakuba Apostoła w Krzemienicy
Parafia św. Jakuba Apostoła w Krzemienicy – parafia rzymskokatolicka w miejscowości Krzemienica należąca do dekanatu Lubochnia w diecezji łowickiej.
Parafia liczy 2658 mieszkańców (2006 r.).

## Miejscowości w składzie parafii
Parafia św. Jakuba Apostoła obejmuje swoim zasięgiem następujące miejscowości: 
- Chociw, Chociwek, Czerwonka, Kanice, Krzemienica, Lipie, Podkonice Duże, Podkonice Małe, Podkońska Wola, Stanisławów Lipski, Strzemeszna, Turobów, Wale, Wólka Jagielczyńska, Zagóry, Zubki Duże, Zubki Małe

## Historia
Parafia św. Jakuba Apostoła została erygowana w XIV wieku. 
Na terenie parafii w 1589 r. urodził się Jan Lipski – późniejszy arcybiskup gnieźnieński, prymas Polski.

## Proboszczowie
Na podstawie strony parafialnej

- połowa XV wieku : Mikołaj z Lipia (pleban)
- koniec XV wieku (?) : Jakub Lipski (pleban)
- 1511 – 1521 : Mateusz z Ossy (pleban)
- ? – 1618 : ks. Franciszek Lipski (proboszcz)
- 1619 – 1623 : ks. Jan Lipski (proboszcz)
- 1623 – 1637 : ks. Jakub Lipski (proboszcz)
- 1635 – 1638 : ks. Zygmunt Celigowski (prepozyt)
- 1635 – 1644 : ks. Jan Świechowicz (wiceprepozyt)
- 1644 – 1646 : ks. Mateusz Mayerowicz (wiceprepozyt)
- 1646 – 1648 : ks. Piotr Dankowski (wiceprepozyt)
- 1648 – 1652 : ks. Mikołaj Frąckiewicz (wiceprepozyt)
- 1650 – 1682 : ks. Stanisław Lipski (prepozyt)
- 1652 – 1658 : ks. Jakub Popławski (wiceprepozyt)
- 1658 – 1669 : ks. Stanisław Molęda (wiceprepozyt)
- 1669 – 1671 : ks. Mateusz Słomkowski (wiceprepozyt)
- 1682 – 1691 : ks. Konstanty Samuel Lipski (prepozyt)
- 1691 – 1700 : ks. Władysław Ruszkowski (prepozyt)
- 1692 – ? : ks. Michał Wołucki (wiceprepozyt)
- 1694 – 1696 : ks. Jan Proszewski (wiceprepozyt)
- 1696 – 1702 : ks. Stanisław Jan Kozerawski (wiceprepozyt)
- 1702 – 1709 : ks. Mikołaj Długosz (wiceprepozyt)
- 1709 : ks. Paweł Śliwicz (komendarz)
- 1709 – 1714 : ks. Adam Kwietniewski (wiceprepozyt)
- 1714 – 1724 : ks. Stanisław Śmiatecki
- 1722 – 1728 : ks. Maciej Markuszewicz (wiceprepozyt)
- 1728 – 1734 : ks. Wojciech Florian Łazowski (wiceprepozyt)
- 1729 – 1749 : ks. Franciszek Wysocki (prepozyt)
- 1746 – 1754 : ks. Piotr Popecki (komendarz)
- 1751 – 1777 : ks. Teodor Prokop Granowski (prepozyt)
- 1777 – 1820 : ks. Tadeusz Turkowski (prepozyt)
- 1821 : ks. Tomasz Górnicki (komendarz)
- 1821 – 1857 : ks. Franciszek Orzechowski (proboszcz)
- 1857 : ks. Józef Graefe (administrator)
- 1858 : ks. Michał Machnikowski (administrator)
- 1858 – 1870 : ks. Wojciech Andruszkiewicz (administrator)
- 1871 – 1895 : ks. Jan Wróblewski (administrator)
- 1895 – 1911 : ks. Stanisław Gustawski (administrator)
- 1911 – 1924 : ks. Władysław Serwatowicz (administrator)
- 1924 – 1935 : ks. Stanisław Kowalewski (administrator)
- 1935 – 1946 : ks. Edward Zegart (administrator)
- 1946 – 1972 : ks. Bolesław Ołdakowski (administrator)
- 1972 – 1983 : ks. Zbigniew Brzozowski (proboszcz)
- 1983 – 1985 : ks. Czesław Bednarczyk (proboszcz)
- 1985 – 1991 : ks. Ludwik Wnukowicz (proboszcz)
- 1991 – 1994 : ks. Lechosław Łapiński (proboszcz)
- 1994 – 2003 : ks. Wiesław Romaniszyn (proboszcz)
- 2003 – 2008 : ks. Marian Wnuk (proboszcz)
- od 2008 : ks. Jacek Kijewski (proboszcz)

## Kościół parafialny
Kościół parafii pw. św. Jakuba Apostoła jest obiektem zabytkowym. Został on zbudowany w latach 1598–1600 w miejscu stojącego tu wcześniej kościoła drewnianego, pochodzącego z XIV wieku. Świątynia jest zbudowana w stylu gotyckim z elementami renesansu. Wyposażenie kościoła ma charakter częściowo renesansowy. 
W kościele tym nakręcono część scen do filmu pt. Pan Wołodyjowski, gdzie "gra" on kościół w Kamieńcu Podolskim. 